# Benedict Cumberbatch
Benedict Timothy Carlton Cumberbatch (London, 1976. július 19. –) Primetime Emmy-díjas angol színész, aki egyaránt elismert színházi, televíziós, mozifilmes és rádiós szerepei által.
Sok híres filmben játszott szerepet – A szabadság himnusza (2006), Vágy és vezeklés (2007), Suszter, szabó, baka, kém (2011), 12 év rabszolgaság (2013) –, de kétségkívül a BBC modern Sherlock Holmes adaptációjában a Sherlock televíziós-sorozatban játszott főszerepe miatt lett ismert világszerte.
Benedict sokoldalú színész, különleges hangját sokféle módon kamatoztatja: többször narrátorkodott filmekben, videójátékokban, valamint időről időre a rádióban is hallható a BBC különböző rádiós sorozataiban, de szívesen vállalkozik akár reklámok alámondására is.
Olyan neves színészekkel játszott együtt, mint Gary Oldman, Colin Firth, Julia Roberts vagy Meryl Streep. 2011-ben két, Oscar-díjra jelölt filmben is szerepelt, Steven Spielberg Hadak útján című filmjében mint Stewart őrnagy, illetve a Suszter, szabó, baka, kém című filmben mint Peter Guilamm. 2012-ben, 2013-ban és 2014-ben Peter Jackson A hobbit-trilógiájában kapott szerepet, Smaugnak, a sárkánynak, valamint a Dol Guldur-i fekete mágusnak, Sauronnak kölcsönözte a hangját. 2013-ban ő játszotta a J. J. Abrams rendezte, Sötétségben – Star Trek című film főgonoszát, Khant, de szerepelt a 12 év rabszolgaság című – 2014-ben a legjobb filmnek járó Oscar-díjjal jutalmazott – filmben, illetve Julian Assange-t, a WikiLeaks alapítóját alakította A WikiLeaks-botrány című filmben.
A Sherlock sorozat népszerűségének köszönhetően egyike lett a legelfoglaltabb színészeknek. Az elkövetkező években szerepei széles skálán mozognak majd, és olyan hírességeket személyesíthet meg a filmvásznon, mint az Enigmát feltörő híres matematikus, Alan Turing, vagy a Beatles zenekar legendás menedzsere, Brian Epstein.
2016-ban csatlakozott az MCU-hoz. A Marvel filmes univerzumában féltucat filmben alakította Dr. Stephen Strange varázslót.

## Fiatalkora és tanulmányai
Benedict Timothy Carlton Cumberbatch angol színész, született 1976. július 19.-én, Timothy Carlton (eredeti nevén: Timothy Carlton Congdon Cumberbatch) és Wanda Ventham színészházaspár gyermekeként. Két iskolába járt, a Brambletye-be Nyugat-Sussex-ben, valamint a Harrow-ba, ami London észak-nyugati részén található, ezek indították el a színészet útján. Ezután egy évig angolt oktatott egy tibeti kolostorban. Az egy év letelte után egy manchesteri egyetemen tanult drámát, majd egy londoni akadémián (London Academy of Music and Dramatic Art) folytatta színészi tanulmányait.

## Élete

### Színjátszás
Benedict 2001 óta szerepel londoni színházakban, Olivier-díjra is jelölték a legjobb mellékszerepért, ami a Hedda Gabler című műben, Tesman szerepéért járt volna. Ezt az Almeida színházban alakította 2005 márciusában. De eljátszotta már színpadon például Frankeinsteint is, mely 2012-ben végre meghozta neki az Olivier-díjat.

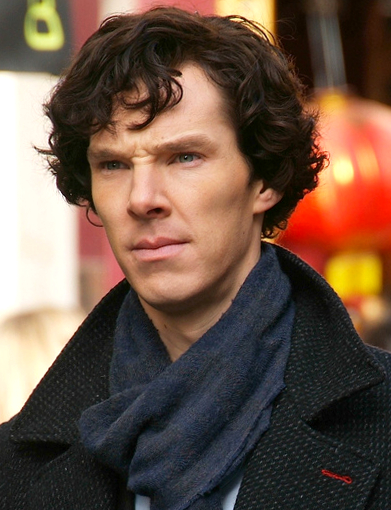
A Sherlock című sorozat címszerepében, 2011-ben

### Televízió
A TV-ben körülbelül 2000 tájékán tűnt fel először, kezdve egy mellékszereppel a Heartbeatben, szintén ebben a sorozatban feltűnt 2004-ben is. Kisebb-nagyobb szerepek után 2004-ben a Hawking című filmben Stephen Hawking alakításáért BAFTA-díjra jelölték, valamint megkapta a Golden Nymph díjat. Ezek után nagyobb szerepeket is kapott olyan sorozatokban, mint például a Last Enemy vagy a Stuart: A Life Backwards. Az igazi áttörést a sorozatok közt a BBC 2010-ben készült Sherlock című sorozat hozta, ahol a méltán híres Sherlock Holmes  modern kori változatát személyesíti meg. Ehhez a szerephez igen jól jöttek korábbi zenetanulmányai, hiszen Sherlock Holmesról köztudott, hogy kiválóan hegedül. A Sherlockot a kritika pozitívan fogadta, az első évada 2011-es BAFTA-gálán elnyerte a legjobb drámasorozatért kijáró díjat , 2012-ben pedig 13 jelölést kapott Emmy-díjra. A sorozat első két évada megjelent DVD-n, blu-rayen, és kiadták a filmzenei albumokat is Nagy-Britanniában.  
A második évad 3 epizódja 2012 januárjában került a képernyőkre, és páratlan sikert aratott.
A világszerte óriási várakozás övezte harmadik évad első részét 2014., a negyedik évad első részét pedig 2017. január 1-jén vetítette a BBC.

## Filmográfia

### Film
| Év   | Magyar cím                                                | Eredeti cím                                       | Szerep                              | Magyar hang       |
| ---- | --------------------------------------------------------- | ------------------------------------------------- | ----------------------------------- | ----------------- |
| 2003 | A királyt megölni…                                        | To Kill a King                                    | királypárti                         |                   |
| 2006 | A nagy kvízválasztó                                       | Starter for 10                                    | Patrick Watts                       | Zámbori Soma      |
| 2006 | A szabadság himnusza                                      | Amazing Grace                                     | William Pitt                        | Bozsó Péter       |
| 2007 | Vágy és vezeklés                                          | Atonement                                         | Paul Marshall                       | Holl Nándor       |
| 2008 | A másik Boleyn lány                                       | The Other Boleyn Girl                             | William Carey                       | Stern Dániel      |
| 2009 | Teremtés                                                  | Creation                                          | Joseph Hooker                       | Viczián Ottó      |
| 2010 | Burleszk tündérmesék                                      | Burlesque Fairytales                              | Henry Clark                         |                   |
| 2010 | Négy Oroszlán                                             | Four Lions                                        | tárgyaló                            |                   |
| 2010 | Utolsó utazás                                             | Third Star                                        | James                               | Szabó Máté        |
| 2010 |                                                           | The Whistleblower                                 | Nick Kaufman                        |                   |
| 2011 | Suszter, szabó, baka, kém                                 | Tinker Tailor Soldier Spy                         | Peter Guillam                       | Zámbori Soma      |
| 2011 | Hadak útján                                               | War Horse                                         | Jamie Stewart őrnagy                | Epres Attila      |
| 2011 | Sérült lelkek                                             | Wreckers                                          | David                               |                   |
| 2012 | A hobbit: Váratlan utazás                                 | The Hobbit: An Unexpected Journey                 | Sauron (hangja)                     |                   |
| 2012 | A hobbit: Váratlan utazás                                 | The Hobbit: An Unexpected Journey                 | Smaug (hangja)                      |                   |
| 2013 | Star Trek – Sötétségben                                   | Star Trek Into Darkness                           | Khan Noonien Singh                  | Anger Zsolt       |
| 2013 | A hobbit: Smaug pusztasága                                | The Hobbit: The Desolation of Smaug               | Sauron (hangja)                     | Dengyel Iván      |
| 2013 | A hobbit: Smaug pusztasága                                | The Hobbit: The Desolation of Smaug               | Smaug (hangja)                      | Haás Vander Péter |
| 2013 | Augusztus Oklahomában                                     | August: Osage County                              | "Little" Charles Aiken              | Simon Kornél      |
| 2013 | Augusztus Oklahomában                                     | August: Osage County                              | "Little" Charles Aiken              | Karácsonyi Zoltán |
| 2013 | A WikiLeaks-botrány                                       | The Fifth Estate                                  | Julian Assange                      | Fekete Ernő Tibor |
| 2013 | 12 év rabszolgaság                                        | 12 Years a Slave                                  | William Prince Ford                 | Viczián Ottó      |
| 2014 | A hobbit: Az öt sereg csatája                             | The Hobbit: There and Back Again                  | Sauron (hangja)                     | Dengyel Iván      |
| 2014 | A hobbit: Az öt sereg csatája                             | The Hobbit: There and Back Again                  | Smaug (hangja)                      | Haás Vander Péter |
| 2014 | Kódjátszma                                                | The Imitation Game                                | Alan Turing                         | Simon Kornél      |
| 2014 | A Madagaszkár pingvinjei                                  | The Penguins of Madagascar                        | titkosügynök                        | Széles Tamás      |
| 2015 | Fekete mise                                               | Black mass                                        | Billy Bulger                        | Simon Kornél      |
| 2016 | Zoolander 2.                                              | Zoolander No. 2.                                  | Minden                              | Bercsényi Péter   |
| 2016 | Doctor Strange                                            | Doctor Strange                                    | Dr. Stephen Strange                 | Simon Kornél      |
| 2016 | Doctor Strange                                            | Doctor Strange                                    | Dormammu (hangja)                   |                   |
| 2017 | Feszültség                                                | The Current War                                   | Thomas Alva Edison                  |                   |
| 2017 | Thor: Ragnarök                                            | Thor: Ragnarok                                    | Dr. Stephen Strange                 | Simon Kornél      |
| 2018 | Bosszúállók: Végtelen háború                              | Avengers: Infinity War                            | Dr. Stephen Strange                 | Simon Kornél      |
| 2018 | A Grincs                                                  | The Grinch                                        | Grincs                              | Nagy Ervin        |
| 2018 | Maugli: A dzsungel legendája                              | Mowgli: Legend of the Jungle                      | Sír Kán                             |                   |
| 2019 | Bosszúállók: Végjáték                                     | Avengers: Endgame                                 | Dr. Stephen Strange                 | Simon Kornél      |
| 2019 | Két páfrány között – A film                               | Between Two Ferns: The Movie                      | önmaga                              |                   |
| 2019 | 1917                                                      | 1917                                              | Mackenzie ezredes                   | Simon Kornél      |
| 2020 | A küldönc                                                 | The Courier                                       | Greville Wynne                      | Király Attila     |
| 2021 | A mauritániai                                             | The Mauritanian                                   | Stuart Couch                        |                   |
| 2021 | A kutya karmai közt                                       | The Power of the Dog                              | Phil Burbank                        | Simon Kornél      |
| 2021 | Louis Wain rendkívüli élete                               | The Electrical Life of Louis Wain                 | Louis Wain                          | Simon Kornél      |
| 2021 | Pókember: Nincs hazaút                                    | Spider-Man: No Way Home                           | Dr. Stephen Strange                 | Simon Kornél      |
| 2022 | Doctor Strange az őrület multiverzumában                  | Doctor Strange in the Multiverse of Madness       | Dr. Stephen Strange                 | Simon Kornél      |
| 2023 |                                                           | The End We Start From                             | AB                                  |                   |
| 2023 | Csodák könyve                                             | The Book of Clarence                              | Benjamin                            | Simon Kornél      |
| 2024 | Henry Sugar csodálatos története és három további novella | The Wonderful Story of Henry Sugar and Three More | Henry Sugar Max Engelman Harry Pope | Simon Kornél      |
| 2025 | A föníciai séma                                           | The Phoenician Sheme                              | Nubar bácsi                         | Simon Kornél      |

Egyéb filmek
| Év   | Cím                                                                   | Szerep                   | Megjegyzések                                |
| ---- | --------------------------------------------------------------------- | ------------------------ | ------------------------------------------- |
| 2002 | Hills Like White Elephants                                            | férfi                    | rövidfilm                                   |
| 2007 | Inseparable                                                           | Joe / Charlie            | rövidfilm                                   |
| 2012 | Girlfriend in a Coma                                                  | Dante Alighieri (hangja) | dokumentumfilm                              |
| 2013 | Jerusalem                                                             | narrátor (hangja)        | dokumentumfilm                              |
| 2013 | Little Favour                                                         | Wallace                  | rövidfilm (filmproducer)                    |
| 2023 | Henry Sugar csodálatos története (The Wonderful Story of Henry Sugar) | Henry Sugar              | - rövidfilm - magyar hangja: - Simon Kornél |
| 2023 | Méreg (Poison)                                                        | Harry Pope               | - rövidfilm - magyar hangja: - Simon Kornél |

### Televízió
| Év        | Magyar cím                                 | Eredeti cím                  | Szerep                                        | Megjegyzések                                             |
| --------- | ------------------------------------------ | ---------------------------- | --------------------------------------------- | -------------------------------------------------------- |
| 1998–2004 |                                            | Heartbeat                    | Charles / vendég a partin / Toby Fisher       | 3 epizód                                                 |
| 2002      | Aranymezők                                 | Fields of Gold               | Jeremy                                        | tévéfilm                                                 |
| 2002      | Bársony nyalóka                            | Tipping the Velvet           | Freddy                                        | 1 epizód                                                 |
| 2002      | A néma szemtanú                            | Silent Witness               | Warren Reid                                   | 2 epizód                                                 |
| 2003      | Cambridge kémei                            | Cambridge Spies              | Edward Hand                                   | 1 epizód                                                 |
| 2003      | Kémvadászok                                | Spooks                       | Jim North                                     | 1 epizód                                                 |
| 2003      | A negyedik X                               | Fortysomething               | Rory Slippery                                 | 6 epizód                                                 |
| 2004      |                                            | Dunkirk                      | Jimmy Langley hadnagy                         | dokumentumsorozat                                        |
| 2004      |                                            | Hawking                      | Stephen Hawking                               | tévéfilm                                                 |
| 2005      |                                            | Nathan Barley                | Robin                                         | 2 epizód                                                 |
| 2005      | Utazás a világ végére                      | To the Ends of the Earth     | Edmund Talbot                                 | 3 epizód                                                 |
| 2005      | Megszakítjuk adásunkat…                    | Broken News                  | Will Parker                                   | 3 epizód                                                 |
| 2007      | Stuart: Visszapörgetett élet               | Stuart: A Life Backwards     | Alexander Masters                             | - tévéfilm - magyar hangja: - Dévai Balázs               |
| 2008      | Az utolsó ellenség                         | The Last Enemy               | Stephen Ezard                                 | 5 epizód                                                 |
| 2009      |                                            | Small Island                 | Bernard                                       | tévéfilm                                                 |
| 2009      | Miss Marple történetei – Könnyű gyilkosság | Marple: Murder Is Easy       | Luke Fitzwilliam                              | - tévéfilm - magyar hangja: - Dévai Balázs               |
| 2009      | Kék éden                                   | Strange Islands              | narrátor (hangja)                             | - minisorozat (6 epizód) - magyar hangja: - Kőszegi Ákos |
| 2010      | Van Gogh: Szavakkal festve                 | Van Gogh: Painted with Words | Vincent van Gogh                              | tévéfilm                                                 |
| 2010      |                                            | The Rattigan Enigma          | előadó                                        | dokumentumfilm                                           |
| 2010–2017 | Sherlock                                   | Sherlock                     | Sherlock Holmes                               | - 13 epizód - magyar hangja: - Simon Kornél              |
| 2012      | Az utolsó angol úriember                   | Parade's End                 | Christopher Tietjens                          | 5 epizód                                                 |
| 2013      | A Simpson család                           | The Simpsons                 | brit miniszterelnök / Perselus Piton (hangja) | 1 epizód                                                 |
| 2014      |                                            | The Colbert Report           | Smaug (hangja)                                | 1 epizód                                                 |
| 2016      | Hollow Crown – Koronák harca               | The Hollow Crown             | III. Richárd angol király                     | 2 epizód                                                 |
| 2016–2022 | Saturday Night Live                        | Saturday Night Live          | önmaga (házigazda)                            | 2 epizód                                                 |
| 2017      |                                            | The Child in Time            | Stephen Lewis                                 | tévéfilm                                                 |
| 2018      |                                            | Patrick Melrose              | Patrick Melrose                               | 5 epizód (vezető producer)                               |
| 2019      | Brexit: Háborúban mindent szabad           | Brexit: The Uncivil War      | Dominic Cummings                              | - tévéfilm - magyar hangja: - Stohl András               |
| 2019      |                                            | Good Omens                   | Sátán (hangja)                                | 1 epizód                                                 |
| 2021–     | Mi lenne, ha…?                             | What If…?                    | Doctor Strange / Legfőbb Strange (hangja)     | - 6 epizód - magyar hangja: - Simon Kornél               |
| 2023      |                                            | Mog's Christmas              | Mr. Thomas (hangja)                           | tévéfilm                                                 |
| 2024      |                                            | Eric                         | Vincent                                       | - minisorozat (6 epizód)                                 |